# Denticitat

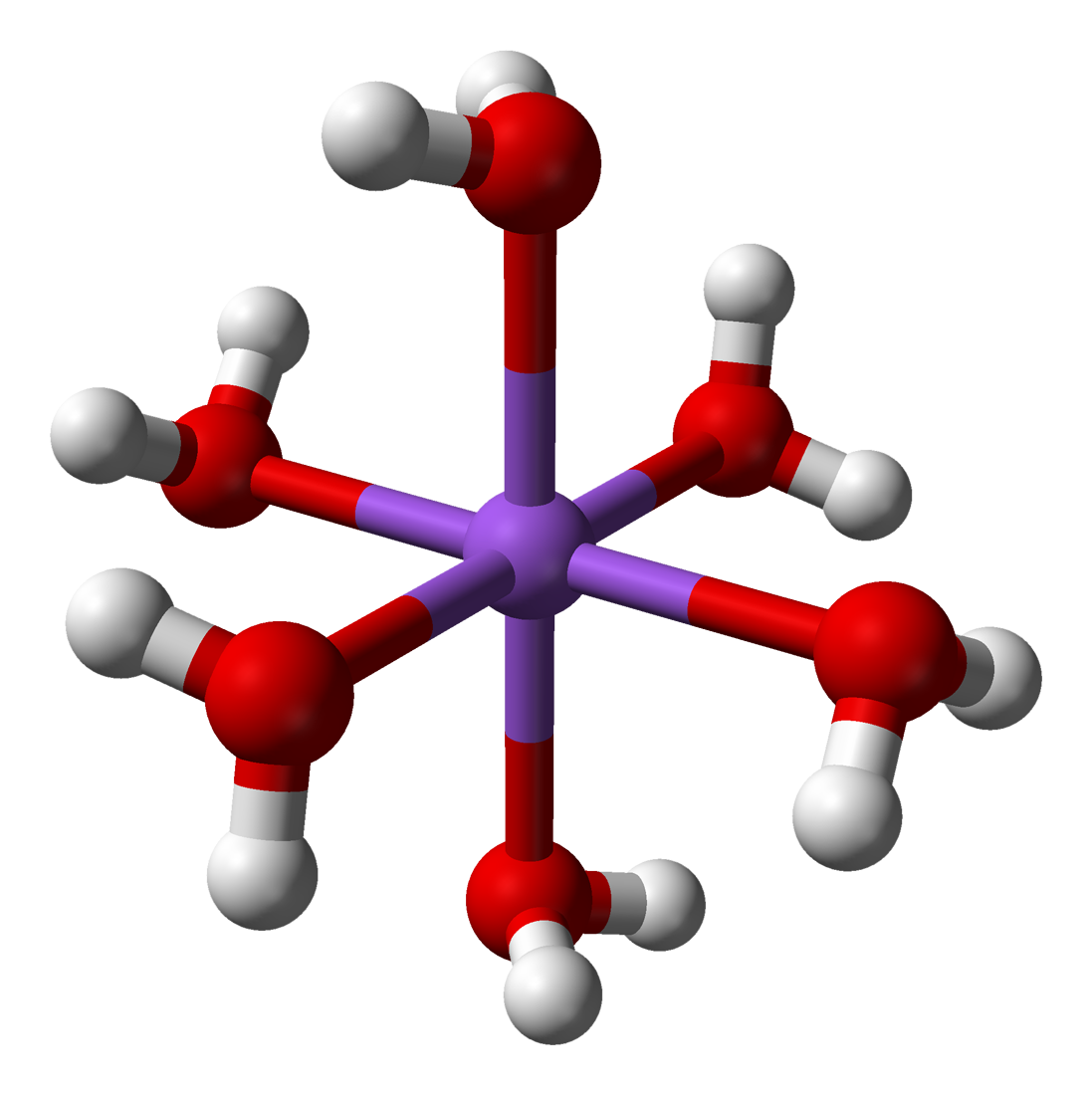
Àtom amb lligands monodentats

La denticitat és el nombre de grups donadors de què disposa un lligand en un compost complex de coordinació per a formar enllaços coordinats amb un mateix àtom metàl·lic central. En molts casos, només un àtom en el lligand forma un enllaç amb el metall, així que la denticitat és u, i el lligand s'anomena monodentat (de vegades, unidentat). Lligands amb més d'un l'àtom enllaçat s'anomenen polidentats o multidentats. La paraula denticitat deriva de dentis, la paraula llatina que significa dent. El lligand es visualitza mossegant el metall en un o més punts de connexió. La denticitat d'un lligand és descrita amb la lletra grega κ. Per exemple, κ⁶-EDTA descriu un lligand d'EDTA que està coordinat amb sis àtoms no contigus.
La denticitat és diferent de l'hapticitat perquè aquest segon concepte es refereix exclusivament als lligands on els àtoms de coordinació són contigus. En aquests casos es fa servir la notació η. Per als lligands de pont es fa servir la notació μ.

## Classificació
Els lligands polidentats són quelats i es classifiquen segons la seva denticitat. Alguns àtoms no poden formar el màxim nombre possible d'enllaços que un lligand podria fer. En aquest cas un o més llocs d'enllaç romanen sense usar. Aquests llocs poden formar un enllaç amb una altra espècie química.
- Bidentats (o didentats): s'enllacen amb dos àtoms, per exemple l'etilenediamina.

Estructura del fàrmac oxaliplatí, el qual presenta un àtom central de platí amb dos lligands bidentats diferents: a l'esquerra, 1,2-diaminociclohexà; a la dreta, oxalat.

- Tridentats: s'enllacen mitjançant tres àtoms, per exemple la terpiridina. Els lligands tridentats normalment s'enllacen mitjançant dues classes de connectivitat, anomenades mer (meridional) i fac (facial).
- Tetradentats: s'enllacen mitjançant quatre àtoms, per exemple la trietilenetetramina. Els lligands s'enllacen mitjançant tres connectivitats que depenen de la seva topologia i la geometria del centre metàl·lic. Per a metalls octaèdrics, els tetradentats linears es poden enllaçar mitjançant tres geometries. Molts de lligands naturals macrocíclics són tetradentats, n'és un exemple la porfirina en el grup hemo.
- Pentadentats: s'enllacen mitjançant cinc àtoms, n'és un exemple l'àcid etilenediaminetriacètic.
- Hexadentats: s'enllacen mitjançant sis àtoms, per exemple l'EDTA, el qual pot formar també només quatre enllaços i ser aleshores tetradentat.
- Octadentats: s'enllacen mitjançant vuit àtoms. Els lligands 1,4,7,10-tetraazaciclododecan-1,4,7,10-tetraacetat (DOTA) i dietilen triamina pentaacetat (DTPA) són octadentats. Són particularment útils per enllaçar ions de lantànids, els quals típicament tenen nombres de coordinació més grans que 6.

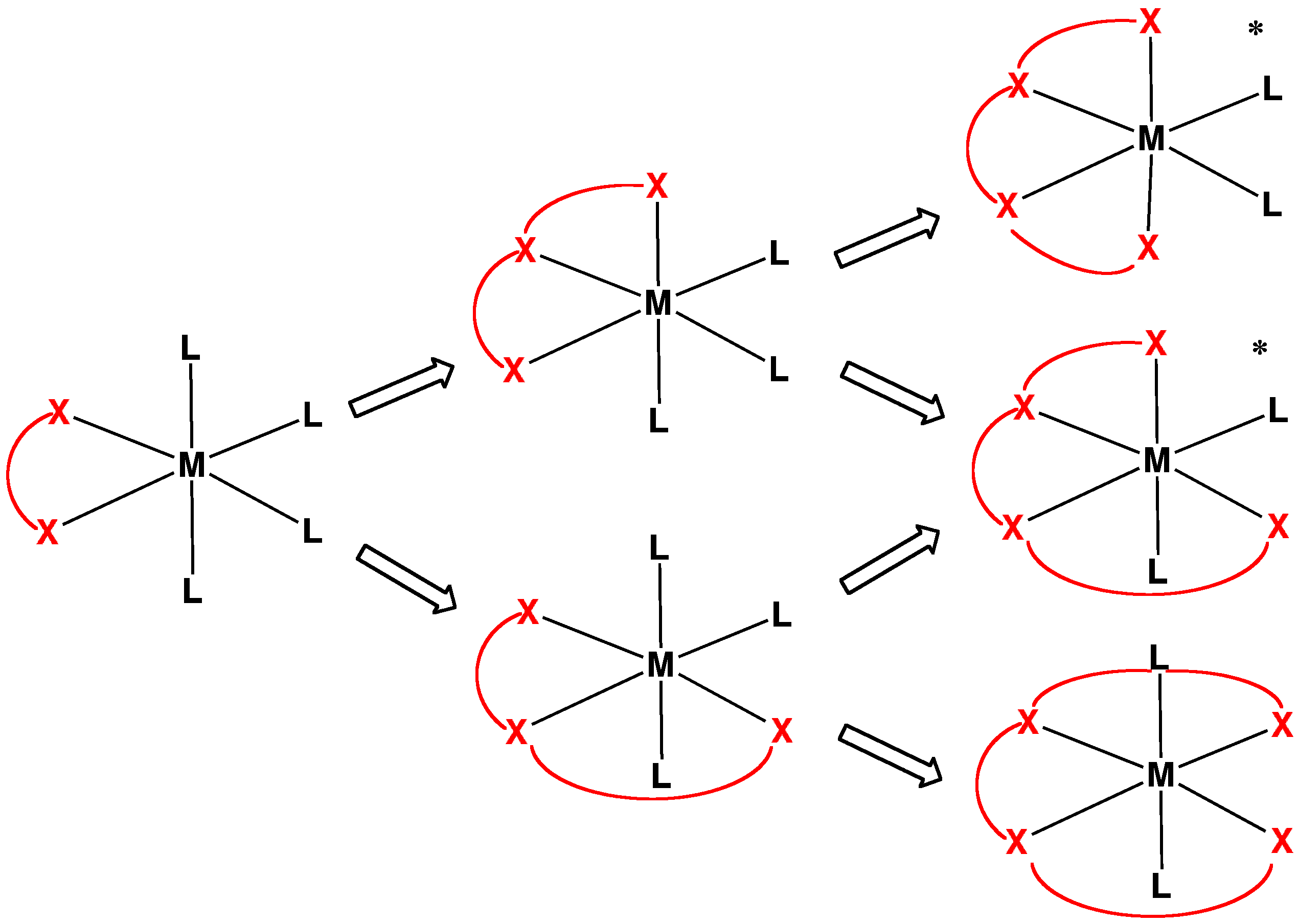
Relació entre les lligands "lineals" (en vermell) bi-, tri- i tetradentats i un centre metàl·lic octaèdric. Les estructures marcades amb * són quirals degut a la forma asimètrica en què s'enllaça el lligand.

## Constants d'estabilitat
En general, l'estabilitat d'un complex metàl·lic es correlaciona amb la denticitat dels lligands. L'estabilitat d'un complex és representada quantitativament en la forma de constants d'estabilitat. Els lligands hexadentats tendeixen a enllaçar ions metàl·lics amb més estabilitat que els lligands amb menor denticitat.